# Újpest megállóhely
Újpest megállóhely egy budapesti vasútállomás, amit a Magyar Államvasutak Zrt. (MÁV) üzemeltet.

## Története
Az újpesti megállóhely az esztergomi vasútvonal megnyitása után több mint egy évtizeddel létesült. Újpest község tanácsa 1906. szeptember 27-én kezdeményezte az Államvasútnál, hogy a környék gyárainak munkás- és lakosainak élelmiszerigényére tekintettel létesítsenek megállóhelyet a vasútvonalnak a községet érintő részén. A község a megállóhely kiépítésére 1000 koronát ajánlott fel. A kereskedelmi miniszter 1908-ban a létesítést jóváhagyta, ám Újpesttől az előzetes ígéretnél jóval több, 3500 korona hozzájárulást harcolt ki. Újpest (akkor már város) megállóhelye 1910. május 1-én nyílt meg a forgalom előtt.
1955-ben a megállóhely Esztergom felőli végében tartották az újjáépített Újpesti vasúti híd (népnyelven Északi összekötő) avatási ünnepségét. A megállóhely régi épülete és peronja a vágány Angyalföld felőli oldalán helyezkedett el. Az 1970-es évektől kezdve a főváros úgy tervezte, hogy Újpest megállóhelynél épül meg az észak–déli metró új állomása, ettől kezdve a megállóhely ún. hídfőállomásként funkcionál majd. 1986-ban a magyar állam 130 millió forintot irányzott elő a megállóhely modernizálásához az 1990-ben átadott M3-as metróvonal újpesti szakaszán építéséhez kapcsolódóan.
A megállóhely peronját már korábban úgy alakították ki, hogy kétvágányos megálló lehessen. A 2017-ig csak a peron Újpest felőli (északi) oldalán álltak meg a vonatok, a déli oldalon ugyanis nem épült meg a vágány, ott egy fémkorlát zárta le az építményt. Az esztergomi vasútvonal fejlesztésének utolsó fázisában, 2016–2017 között épült meg a déli oldalon lévő vágány és az ahhoz kapcsolódó félperon.

## Áthaladó vasútvonalak
- Budapest–Esztergom-vasútvonal (2)
- Körvasút

## Megközelítés budapesti tömegközlekedéssel
- Metró:
- Busz:  104, 104A, 121, 122E, 196, 196A, 204
- Elővárosi busz:  300, 302, 303, 305, 308, 309, 310, 312, 313, 314, 315, 316, 318, 319, 320, 321, 872, 880, 882, 883, 884, 889, 890, 893
- Távolsági busz:  1010, 1011, 1013, 1014
- Éjszakai busz:  950, 950A

## Forgalom
| Járat | Útvonal | Gyakoriság                                                  |
| ----- | --- | ----------------------------------------------------------- |
| S72   | Budapest-Nyugati – Rákosrendező – Angyalföld – Újpest – Aquincum – Óbuda – Aranyvölgy – Üröm – Solymár – Szélhegy – Vörösvárbánya – Pilisvörösvár – Szabadságliget – Klotildliget – Piliscsaba – Magdolnavölgy – Pilisjászfalu – Piliscsév – Leányvár – Dorog – Esztergom-Kertváros – Esztergom | Hajnalban 30 percenként, késő este óránként                 |
| S72   | Budapest-Nyugati – (Rákosrendező →) Angyalföld – Újpest – Aquincum – Óbuda – Aranyvölgy – Üröm – Solymár – Szélhegy – Vörösvárbánya – Pilisvörösvár – Szabadságliget – Klotildliget – Piliscsaba                                                                                                | Munkanapokon reggel 3 Budapest felé, este 2 Piliscsaba felé |
| Z72   | Budapest-Nyugati – Angyalföld – Újpest – Aquincum – Solymár – Pilisvörösvár – Piliscsaba (– Magdolnavölgy) – Pilisjászfalu – Piliscsév – Leányvár – Dorog – Esztergom-Kertváros – Esztergom | Hétköznap óránként                                          |
| Z72   | Budapest-Nyugati → Angyalföld → Újpest → Aquincum → Aranyvölgy → Solymár → Pilisvörösvár → Piliscsaba → Pilisjászfalu → Piliscsév → Leányvár → Dorog → Esztergom-Kertváros → Esztergom | Hétköznap reggel 1 Esztergom felé                           |
| Z72   | Budapest-Nyugati – Rákosrendező (– Vasútmúzeum) – Angyalföld – Újpest – Aquincum – Solymár – Pilisvörösvár – Piliscsaba (– Magdolnavölgy) – Pilisjászfalu – Piliscsév – Leányvár – Dorog – Esztergom-Kertváros – Esztergom                                                                      | Hétvégén óránként                                           |
| S76   | Rákos – Újpalota – Angyalföld – Újpest – Aquincum – (Óbuda) – Aranyvölgy – (Üröm) – Solymár – Szélhegy – Vörösvárbánya – Pilisvörösvár – Szabadságliget – Klotildliget – Piliscsaba | Munkanapokon félóránként, hétvégén óránként                 |